# Piszczana (obwód kijowski)
Piszczana (ukr. Піщана) – wieś na Ukrainie, w obwodzie kijowskim, w rejonie białocerkiewskim, w hromadzie Biała Cerkiew. W 2001 liczyła 1168 mieszkańców, spośród których 1145 wskazało jako ojczysty język ukraiński, 19 rosyjski, 1 białoruski, a 3 ormiański.